# 坦海姆 (奧地利)
坦海姆（德語：Tannheim）是奥地利蒂罗尔州罗伊特县的一个市镇。总面积51.3平方公里，总人口1045人，人口密度20.4人/平方公里（2012年）。